# Сайго, Сиро
Сиро Сайго (4 февраля 1866 — 22 декабря 1922) — мастер боевых искусств, один из первых учеников дзюдо. Сайго вместе с Цунэдзиро Томитой стал первым, кто получил степень сёдан от основателя дзюдо Дзигоро Кано.

## Биография

### Ранние годы
Сиро Сайго родился 4 февраля 1866 года в Айзувакамацу, в префектуре Фукусима, Япония. Он был третьим сыном самурая Сида Сададзиро. В возрасте трёх лет, спасаясь от войны Босин, переехал в город Цугава (ныне город Ага в префектуре Ниигата). В детстве он обучался боевому стилю клана Айдзу.
В 1882 году Сайго приехал в Токио, а в августе того же года он поступил в Кодокан, став вторым учеником Дзигоро Кано. В 1883 году вдвоём с Цунэдзиро Томитой удостоился звания юданся. В тот же день, когда они закончили учебу, он принял вызов Сакудзиро Ёкоямы, намного более тяжелого мастера дзю-дзюцу, и победил его, что побудило Ёкояму (будущего великого дзюдоку) присоединиться к школе.
Человек с сильной маневренностью, Сиро был известен под прозвищем «Кот» из-за его умения приземляться на ноги при броске, навыка, который он наблюдал у настоящих кошек, и того, что он тренировался, спрыгивая со второго этажа здания. Он разработал личную технику под названием яма араси. Возможно, она была связана с техникой дзюдо яма араси, хотя Цунэдзиро Томита считал, что личная техника была потеряна после его смерти.

### Поединки в дзюдо
Особенностью Сайго было умение побеждать гораздо более массивных противников. Это обеспечило ранний всплеск популярности Кодокан дзюдо. В 1884 Сайго прославился победой над мастером Ёсин-рю дзю-дзюцу Мацугоро Окудой, проведя три удачных броска и завершив серию «фирменным» приёмом яма араси.
Сайго также участвовал в турнире между Кодоканом и школой Тоцука, относившейся к Ёсин-рю дзю-дзюцу. Ему достался существенно более крупный противник – Энтаро Кочи. Энтаро Кочи превосходил оппонента в начале матча, но Сиро ускользал от него, а при бросках неизменно приземлялся на ноги. Энтаро постепенно устал и оставил брешь в своей защите. Сиро Сайго дважды смог выполнить свой приём яма араси. В результате первого броска Энтаро Кочи получил сотрясение мозга, а второй приём закончился для мастера дзю-дзюцу переломом плеча.
После этой победы Мамору Фунакоси, губернатор префектуры Тиба, лично отправился в Кодокан додзё, чтобы принять участие в лекции по дзюдо, в сопровождении ведущих мастеров школы Тоцука Ёсин-рю. После того, как Сайго продемонстрировал рандори, гости из школы Тоцука вознесли ему хвалу, назвав его гением.
Кроме того, Сайго сразился с Шусабуро Суно из школы Тоцука, который был славен умением гнуть железные пруты руками и разбивать толстые доски кулаками. Сано был тяжелее оппонента на 30 килограммов и специально тренировался, чтобы противостоять приёму яма араси. Ему это удалось: он бросил Сайго и связал своим весом, но дзюдока избежал поражения, использовал приём удэ-гатамэ и вынудил Суно сдаться.

### Уход из Кодокана
В 1890 году Сайго был вынужден покинуть Кодокан из-за его причастности к уличной драке. Согласно источникам, пьяный Сиро бросил вызов борцу сумо по имени Арауми, выбив его броском. После того, как Арауми укусил ногу Сайго, началась драка между сторонниками Сиро и Арауми. Сайго также подрался с полицией: некоторых полицейских, которые попытались его усмирить, он ранил, а некоторых других даже бросил в близлежащую реку. Тем не менее, его посадили в тюрьму, откуда его вызволил Дзигоро Кано. После этого инцидента Сайго удалился в Нагасаки, посвятив большую часть времени кюдо. Однако после смерти Сайго, в знак примирения, Дзигоро Кано присвоил ему 6-й дан.

## В искусстве
Сиро Сайго стал прототипом Сугаты Сансиро, главного героя фильма «Гений дзюдо».